# لینتون، پنیارد
لینتون (به انگلیسی: Linton) یک روستا و محله مدنی در بریتانیا است که در هرفوردشر واقع شده‌است.